# Лама (животное)
Ла́ма (лат. Lama glama) — южноамериканское млекопитающее из семейства верблюдовых. Выведена из гуанако примерно 6500 лет назад. Играла важнейшую роль в скотоводстве инков.

## Описание
Лама отличается от альпаки большим размером и более удлинённой головой.
В отличие от верблюдов, ламы не имеют горба, в остальном у них много общих черт: клыковидные резцы в верхней части челюсти, мозолистые подушечки на подошве раздвоенных копыт (следствие аналогичной адаптации к каменистому грунту), особенности пережёвывания жвачки, которой животное, если его разозлить, плюётся.
Высота взрослого самца в холке составляет примерно 120 сантиметров. Шея довольно тонкая, голова небольшая, обычно высоко поднятая, уши высокие, заострённые. У домашних лам шерсть довольно мягкая, средней длины; масть варьируется от чисто белой до чёрно-бурой.

### Размножение

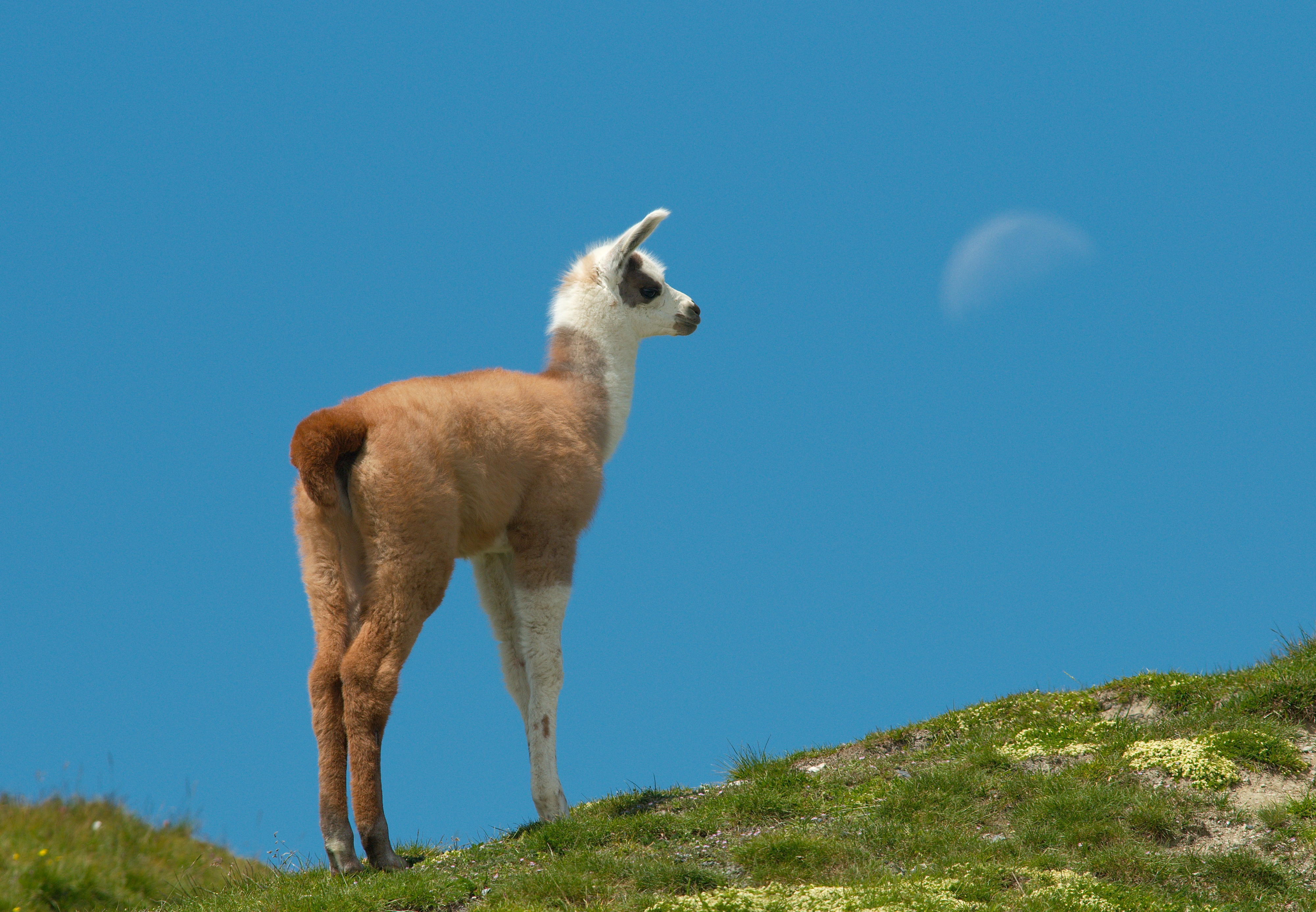
Детёныш ламы

Беременность длится около 11,5 месяцев (350 дней), обычно рождается один детёныш.
Половая зрелость у лам наступает у самцов в три года, у самок в 12 месяцев.
С помощью искусственного оплодотворения возможно скрещивание между самцом одногорбого верблюда и самкой ламы — в результате получается гибрид «кама».

## Использование
Генетические исследования, проведенные в начале XXI века, установили, что ламы были выведены из гуанако и стали использоваться в качестве вьючных животных примерно 6500 лет назад. В 1553 году даётся их описание и изображение в книге «Хроника Перу» Сьеса де Леона.
Мех ламы обладает меньшей ценностью, чем мех альпак; ламу, в основном, используют как вьючное животное. Из жира лам изготавливают свечи, а навоз используют в качестве топлива.
Предки лам — гуанако, жили на высокогорных плато в Андах. Этот вид до сих пор используется для перевозки тяжёлых грузов через горные хребты по тропам, недоступным для современного транспорта. Навьючивают только самцов: одно животное переносит за день 27—45 кг на расстояние около 24 км. Если вьюк слишком тяжёл, лама останавливается и садится, никакое наказание не заставит её надрываться, назойливому погонщику она просто плюнет в лицо зловонной жвачкой.
Самки лам используются только для размножения: их никогда не доят и не навьючивают.
Мясо самцов инки ели, но только по особым случаям, а самок никогда не забивали. Во время религиозных праздников самцов-детенышей приносили в жертву богам. Верховному богу Виракоче полагался бурый, богу молнии Ильяпе — пегий (под цвет грозового неба), а богу солнца Инти — белый.

## Другое
- Лама являлась животным-талисманом[7] музыкального проигрывателя «Winamp» — её изображение было на заставке, а издаваемый звук — во вступительной мелодии при запуске; слоган компании звучал как «Winamp, it really whips the llama’s ass».